# René-Marie Ehouzou
René-Marie Ehouzou, (né le 12 avril 1944 à Cotonou et mort le 17 octobre 2012 à San Giovanni Rotondo), est un évêque catholique béninois. Membre des Eudistes, il a été évêque d'Abomey de 2002 à 2007 et évêque de Porto-Novo de 2007 à sa mort.

## Biographie
René-Marie Ehouzou a étudié à partir de 1955 au petit séminaire puis à partir de 1959 au petit séminaire Ste Jeanne d'Arc à Ouidah. En 1966, il est entré au grand séminaire St Gall de cette ville. Il a été ordonné prêtre le 30 septembre 1972 par Robert Sastre, évêque de Lokossa. Il a ensuite été lecteur au petit séminaire d'Ouidah (1972-74), vicaire à Ouidah (1974-75) et professeur au Séminaire Notre Dame de Fatima à Parakou.
En 1979, il est entré dans l'ordre des Eudistes. Il a étudié la linguistique et a obtenu un doctorat en Sciences des Religions à la Sorbonne et un doctorat en Théologie (Spécialité Liturgie) à l'Institut catholique de Paris. Il a prononcé ses vœux le 10 novembre 1984. Il a été professeur au séminaire de Ouidah, vicaire, chapelain, aumônier des prisons ainsi que trésorier du séminaire et prêtre de la cathédrale Notre-Dame-de-Miséricorde de Cotonou,.
Le pape Jean-Paul II l'a nommé le 19 novembre 2002 évêque d'Abomey. Il a reçu la consécration épiscopale du pape en personne le 6 janvier de l'année suivante ; les assistants étaient Leonardo Sandri, substitut pour les affaires générales de la secrétairerie d'État, et Antonio Maria Vegliò, secrétaire de la Congrégation pour les Églises orientales.
Le 3 janvier 2007, il a été nommé par le pape Benoît XVI évêque de Porto-Novo ; il a été installé le 4 février de la même année.
À partir de 2007, il a été membre du conseil pontifical pour le dialogue inter-religieux. Il a été membre de la Conférence des évêques du Bénin et a participé au Symposium des conférences épiscopales d'Afrique et de Madagascar. Il a été président de Caritas Bénin. En 2009, il a participé au synode des évêques d'Afrique. Il a été l'hôte du pape Benoît XVI lors de sa tournée apostolique au Bénin du 18 au 20 novembre 2011.
Ehouzou est mort le 17 octobre 2012 des suites d'une longue maladie. Il a été traité en soins intensifs en France, puis en Italie, à San Giovanni Rotondo, où il est mort.